# Валентін Верастег'ї
Валентін Верастег'ї (ісп. Valentín Verástegui), — баскський підприємець, президент клубу «Депортіво Алавес» з міста Віторія-Гастейс. В 1930-31 роках 5-й, за ліком, президент головного футбольного клубу Алави.

## Життєпис
Валентін де Верастег'ї походив із сім'ї впливової баскської шляхти, яка вважалася батьками-зачинателями міста і руху за незалежність басків. Його предки керували громадою міста, відтак і Валентіна обирали до різних громадських асоціацій. Коли в місті постав спортивний клуб Верастег'ї стали його акціонерами-сосіос, і так тривало покоління за поколінням.
Валентін де Верастег'ї, названий на честь свого славного діда (просвітителя та будителя басків), продовжував родинні справи і був активним сосіос клубу, а поготів його обрали в 1930 році очільником футболу міста, президентом «Депортіво Алавес». Прийшовши до команди в перший же її сезон Сегунди, йому вдалося налаштувати клуб та відносини в команді задля перемоги в лізі. І вже через кілька місяців вони успішно стартували в Ла-Лізі сезону 1930-1931 років, гучно заявивши про себе.
Незважаючи на утвердження в когорті найсильніших футбольних команд країни, сосіос переобрали керівництво клубу, наступником став Анхель Гарайзабаль.